# Zenkódzsi
A Naganóban található Zenkódzsi (japán írással: 善光寺) nevű buddhista templomot a 7. században alapították.
Itt őrzik Japán első buddhista szobrát, az Ikkó-Szanzont mely 552-ben érkezett Koreából. A szobor története fordulatos, sokszor állt viták és viszályok középpontjában, elveszett, majd vissza szerezték, és végül ismét a régi helyére került. A szent ereklyét senki sem láthatja, még a császár sem, de másolatát hétévente közszemlére teszik. (A következő esemény 2017. április.)
A gyakori tűzvészek következtében 11 alkalommal égett porig, de minden alkalommal újjáépült az ország különböző részein élő hívek adományaiból.
Az egyik Tokugava-sógun rendelte el az épület átköltöztetését a jelenlegi, biztonságosabb telekre.
A mai épület 1707-ben épült, értékes nemzeti műemlék.